# Koroczenky
Koroczenky (ukr. Короченки) – wieś na Ukrainie, w obwodzie żytomierskim, w rejonie żytomierski, w hromadzie Cudnów. W 2001 liczyła 603 mieszkańców.